# Anderson Lucoqui
Anderson-Lenda Lucoqui (Leverkusen, Alemania, 6 de julio de 1997) es un futbolista angoleño. Juega de defensa y se encuentra sin equipo tras abandonar el TSV 1860 Múnich.

## Selección nacional
Nació en Alemania y tiene descendencia angoleña. En categorías inferiores fue internacional por Alemania.
Es internacional absoluto por la selección de Angola desde 2020. El 22 de septiembre de ese año recibió su primera llamada y debutó el 13 de octubre contra Mozambique en un encuentro amistoso.

## Estadísticas
Actualizado al último partido disputado el 3 de mayo de 2025.
| Club                                      | Div.          | Temporada     | Liga  | Liga  | Copas nacionales(1) | Copas nacionales(1) | Copas internacionales(2) | Copas internacionales(2) | Total | Total |
| Club                                      | Div.          | Temporada     | Part. | Goles | Part.               | Goles               | Part.                    | Goles                    | Part. | Goles |
| ----------------------------------------- | ------------- | ------------- | ----- | ----- | ------------------- | ------------------- | ------------------------ | ------------------------ | ----- | ----- |
| Fortuna Düsseldorf · Alemania             | 2.ª           | 2016-17       | 3     | 0     | 0                   | 0                   | —                        | —                        | 3     | 0     |
| Fortuna Düsseldorf · Alemania             | 2.ª           | 2017-18       | 0     | 0     | 1                   | 0                   | —                        | —                        | 1     | 0     |
| Fortuna Düsseldorf · Alemania             | Total club    | Total club    | 3     | 0     | 1                   | 0                   | 0                        | 0                        | 4     | 0     |
| Arminia Bielefeld · Alemania              | 2.ª           | 2018-19       | 17    | 0     | 0                   | 0                   | —                        | —                        | 17    | 0     |
| Arminia Bielefeld · Alemania              | 2.ª           | 2019-20       | 4     | 0     | 1                   | 0                   | —                        | —                        | 5     | 0     |
| Arminia Bielefeld · Alemania              | 1.ª           | 2020-21       | 21    | 0     | 1                   | 0                   | —                        | —                        | 22    | 0     |
| Arminia Bielefeld · Alemania              | Total club    | Total club    | 42    | 0     | 2                   | 0                   | 0                        | 0                        | 44    | 0     |
| 1. FSV Maguncia 05 · Alemania             | 1.ª           | 2021-22       | 13    | 1     | 2                   | 0                   | —                        | —                        | 15    | 1     |
| 1. FSV Maguncia 05 · Alemania             | Total club    | Total club    | 13    | 1     | 2                   | 0                   | 0                        | 0                        | 15    | 1     |
| F. C. Hansa Rostock · Alemania            | 2.ª           | 2022-23       | 15    | 0     | —                   | —                   | —                        | —                        | 15    | 0     |
| F. C. Hansa Rostock · Alemania            | Total club    | Total club    | 15    | 0     | 0                   | 0                   | 0                        | 0                        | 15    | 0     |
| Hertha Berlín · Alemania                  | 2.ª           | 2023-24       | 1     | 0     | 0                   | 0                   | —                        | —                        | 1     | 0     |
| Hertha Berlín · Alemania                  | Total club    | Total club    | 1     | 0     | 0                   | 0                   | 0                        | 0                        | 1     | 0     |
| Hertha Berlín II · Alemania               | 4.ª           | 2023-24       | 4     | 0     | —                   | —                   | —                        | —                        | 4     | 0     |
| Hertha Berlín II · Alemania               | Total club    | Total club    | 4     | 0     | 0                   | 0                   | 0                        | 0                        | 4     | 0     |
| Eintracht Brunswick · Alemania            | 2.ª           | 2023-24       | 10    | 0     | —                   | —                   | —                        | —                        | 10    | 0     |
| Eintracht Brunswick · Alemania            | 2.ª           | 2024-25       | 0     | 0     | 0                   | 0                   | —                        | —                        | 0     | 0     |
| Eintracht Brunswick · Alemania            | Total club    | Total club    | 10    | 0     | 0                   | 0                   | 0                        | 0                        | 10    | 0     |
| TSV 1860 Múnich · Alemania                | 3.ª           | 2024-25       | 12    | 0     | —                   | —                   | —                        | —                        | 12    | 0     |
| TSV 1860 Múnich · Alemania                | Total club    | Total club    | 12    | 0     | 0                   | 0                   | 0                        | 0                        | 12    | 0     |
| Total carrera                             | Total carrera | Total carrera | 100   | 1     | 5                   | 0                   | 0                        | 0                        | 105   | 1     |
| (1) Incluye datos de la Copa de Alemania. |               |               |       |       |                     |                     |                          |                          |       |       |

## Palmarés

### Títulos nacionales
| Título        | Club              | País     | Año     |
| ------------- | ----------------- | -------- | ------- |
| 2. Bundesliga | Arminia Bielefeld | Alemania | 2019-20 |